# Magritte Museum

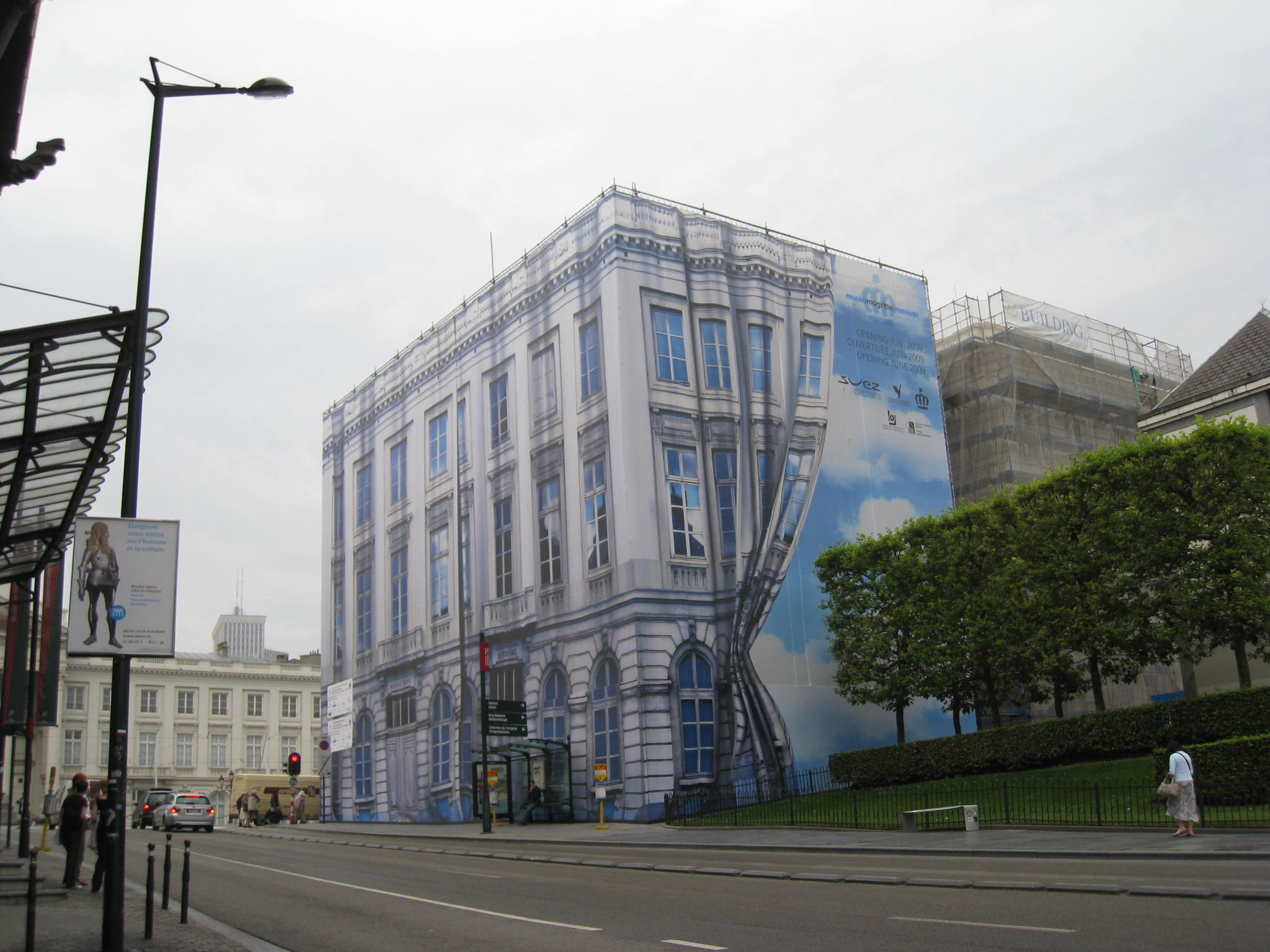
Das Magritte Museum während der Umbaumaßnahmen 2008. Auf der Plane eine Reproduktion des Magritte-Gemäldes L’empire des lumières.

Das Magritte Museum (frz. Musée Magritte, niederl. Magritte Museum) ist ein dem belgischen Maler René Magritte gewidmetes Museum in Brüssel. Es ist Teil der Königlichen Museen der Schönen Künste und befindet sich in unmittelbarer Nachbarschaft zum Museum für Alte Kunst und dem Museum für Moderne Kunst im Stadtzentrum der belgischen Hauptstadt. Das Museum ist das zweite Magritte-Museum im Großraum Brüssel und beherbergt die größte Sammlung von Werken des Künstlers weltweit.

## Geschichte
Der 1967 verstorbene René Magritte gilt als einer der bekanntesten belgischen Maler des 20. Jahrhunderts. Nach dem Tod seiner Witwe 1986 kam zunächst die Idee auf, die letzte Wohnung der Magrittes, eine Villa in der Rue des Mimosas/Mimosasstraat Nr. 97 in Schaerbeek/Schaarbeek, in ein Museum umzuwandeln. Zu diesem Zeitpunkt bestanden mit dem Antoine Wiertz Museum und dem Constantin Meunier Museum bereits zwei Künstlermuseen als Zweigstellen der Königlichen Museen der Schönen Künste in Brüssel. Trotz zahlreicher Aufrufe, die letzte Wohnstätte des Künstlers als Museum zu erhalten, scheiterte das Projekt an fehlenden finanziellen Mitteln und der mangelnden Unterstützung von staatlichen Institutionen. Es kam zur Auflösung des Haushalts, und das Inventar samt persönlichem Besitz Magrittes wurde bei einer Auktion versteigert.
In den Folgejahren erwarb der aus Antwerpen stammende Kunstsammler André Garitte zahlreiche Stücke aus dem Besitz der Magrittes und kaufte zudem das Mietshaus in der Rue Esseghem/Esseghemstraat Nr. 135 im Brüsseler Vorort Jette an, in dessen Erdgeschoss Magritte in der Zeit von 1930 bis 1954 wohnte. Er eröffnete hier 1999 das privat geführte René Magritte Museum. Neben weniger Kunstwerken Magrittes finden sich hierin die weitestgehend original möblierte Wohnung des Künstlers sowie zahlreiche Erinnerungsstücke aus dessen Leben. Eine umfassende Darstellung des künstlerischen Schaffens Magrittes war in diesen Räumen jedoch nicht möglich.
Über einen solch umfangreichen Bestand an Kunstwerken Magrittes verfügen hingegen die Magritte-Stiftung und die Königlichen Museen der Schönen Künste in Brüssel. Letztere konnte aus Platzgründen jedoch nur eine kleine Auswahl dieser Werke im Brüsseler Museum für Moderne Kunst der Öffentlichkeit zeigen. Auf Initiative von Michel Draguet, Magritte-Experte und Generaldirektor der Königlichen Museen der Schönen Künste in Brüssel, entstand die Idee, Magritte ein Künstlermuseum im Zentrum der belgischen Hauptstadt zu widmen. Vorbilder für dieses Museum waren die erfolgreichen Künstlermuseen für Vincent van Gogh in Amsterdam und Paul Klee in Bern. Zur Umsetzung des Projektes schlossen sich die Königlichen Museen mit der Magritte-Stiftung und als Sponsor der Energieversorger GDF Suez zusammen. Nach zehnjähriger Vorbereitungszeit fand die Eröffnung am 20. Mai 2009 durch den belgischen König Albert II und Königin Paola statt. Für das Publikum ist das Museum ab dem 2. Juni 2009 geöffnet.

## Das Hôtel Altenloh
Das Magritte Museum befindet sich im Hôtel Altenloh, einem klassizistischen Palais aus dem 18. Jahrhundert. Das Gebäude liegt am Koningsplein/Place Royale Nr. 1–2 gegenüber der Kirche Saint-Jacques-sur-Coudenberg. In unmittelbarer Nachbarschaft befinden sich das Museum für Alte Kunst und das Museum für Moderne Kunst der Königlichen Museen der Schönen Künste. Das Hôtel Altenloh gehörte schon vor der Nutzung als Magritte Museum zu den Königlichen Museen und wurde für den neuen Zweck aufwendig saniert und mit moderner Museumstechnik versehen. Nach dem Umbau verfügt das Museum über eine Fläche von 2.500 m² auf sechs Etagen, davon zwei unterirdisch. In den ehemals drei oberirdischen Stockwerken befinden sich heute der Eingangsbereich und drei darüberliegende Ausstellungsebenen. In den beiden Untergeschossen verfügt das Museum über eine Bibliothek, einen Museumsladen und ein Multimediazentrum. Die Museumsleitung erwartet 650.000 Besucher jährlich.

## Die Sammlung
Das Magritte Museum zeigt in seiner Ausstellung rund 200 Gemälde von René Magritte und beherbergt damit weltweit die größte Sammlung mit Werken des Künstlers. Die Königlichen Museen für Schöne Künste in Brüssel erhielten bereits von René Magritte einige Gemälde zu dessen Lebzeiten geschenkt. Diesem Beispiel folgte seine Witwe Georgette Magritte, der mit dem Künstler befreundete surrealistische Dichter Paul Scutenaire und dessen Frau Irene Hamoir Scutenaire. Darüber hinaus erwarben die Königlichen Museen einige Arbeiten Magrittes auf dem Kunstmarkt. Im Magritte Museum sind zudem 50 Exponate als Leihgabe von Magrittes Nachlassverwalter Charly Herscovici und weitere Leihgaben von Privatpersonen zu sehen.
Die Präsentation der Ausstellung ist nach verschiedenen Werkphasen über drei Etagen gegliedert. Im obersten Stockwerk zeigt das Museum das Frühwerk Magrittes bis 1929. Neben einer Einführung zum Werk Magrittes sind hier beispielsweise seine Gemälde Die Mitternachtshochzeit (Le Mariage de Minuit) und Der heimliche Spieler (Le Joueur Secret) zu sehen. Im darunterliegenden Stockwerk widmet sich die Ausstellung den Jahren bis 1950. Hierin wird Magrittes Arbeit als Werbegrafiker vorgestellt und sein Aufenthalt in Paris dokumentiert. In diese Zeit fällt sein Kontakt zu den internationalen Surrealisten. Ebenso sind in dieser Etage Magrittes Werke aus der Zeit des Zweiten Weltkrieges zu sehen. Von den bekannten Bildern dieser Zeit zeigt das Museum unter anderen das 1945 entstandene Gemälde Die Schwarze Magie (La Magie Noire). Die unterste Ausstellungsebene zeigt Magrittes Leben und Werk von 1950 bis zu seinem Tod 1967. Hier finden sich viele seiner bekanntesten Arbeiten, wie Die Herrschaft des Lichts (L’Empire de Lumières), Die Rückkehr  (Le Retour), Die Suche nach der Wahrheit (La Recherche de la vérité), Das unbeschriebene Blatt (La Page blanche), Himmelsvogel (L’Oiseau de Ciel) und Die Domaine von Arnheim (Le Domaine d’Arnheim).
Zur Sammlung des Museums gehören neben Gemälden zahlreiche Aquarelle, Gouachen, Zeichnungen, Plakate, Plastiken und bemalte Vasen. Weiterhin dokumentiert das Museum Magrittes Leben mit vielen Fotos und Filmen, die teilweise von Magritte selbst oder von seinen Freunden aufgenommen wurden. Hinzu kommt eine bedeutende Sammlung von Archivmaterial zu Magritte. Hierunter befinden sich Manuskripte Magrittes und persönliche Briefe. So ist das Magrittearchiv beispielsweise seit 2008 im Besitz des Schriftwechsels mit dem Kunstkritiker Paul-Gustave Van Hecke, der als Galerist und Herausgeber der Zeitschrift Sélection den Surrealismus in Belgien bekannt machte.